# Stephen Frederick Starr
Pour les articles homonymes, voir Starr.
Stephen Frederick Starr, né le 24 mars 1940, est un professeur-chercheur américain spécialiste des relations internationales, de la Russie et de l'Asie centrale. Il est le fondateur et le président de l'Institut Asie centrale-Caucase et c'est également un clarinettiste de jazz membre du Louisiana Repertory Jazz Ensemble.

## Carrière académique
Starr obtint son baccalauréat en arts à l'Université Yale en 1962 et son doctorat en histoire à l'Université de Princeton. Il parle couramment le russe et a écrit ou édité 20 livres et plus de 200 articles sur la Russie et l'Eurasie. Il est actuellement professeur-chercheur à la Paul H. Nitze School of Advanced International Studies de l'Université Johns-Hopkins. Ses expertises, par zones géographiques, portent sur l'Afghanistan, l'Asie centrale et le Caucase, la Russie et l'ex-URSS. Il se concentre particulièrement sur les pays en développement, les questions liées à l'énergie et l'environnement, la foi islamique, la culture et le droit, et la géopolitique du pétrole.
Starr commença son travail sur le monde turc comme archéologue en Turquie, puis fonda avec James Hadley Billington l'Institut Kennan d'Études Russes Avancées, qui ouvrit le champ de la recherche américaine à l'Asie centrale. Il occupa les fonctions de vice-président de l'Université Tulane et président de l'Oberlin College (1983-1994) et de l'Institut Aspen. Starr a conseillé trois présidents américains sur les questions eurasiennes et russes, et il a présidé un groupe consultatif de recherche parrainé par le Gouvernement des États-Unis sur la Russie et l'Eurasie. Il a organisé et coécrit les premières études stratégiques sur l'Asie centrale, le Caucase et l'Afghanistan, pour le Comité des chefs d’États-majors interarmées de l'Armée américaine en 1999, et a participé à la rédaction des derniers textes législatifs américains affectant la région.

## Musicien
Starr est un clarinettiste de jazz talentueux et cofonda en 1980 le Louisiana Repertory Jazz Ensemble, ses membres se consacrant à préserver et faire revivre le jazz de La Nouvelle-Orléans d'avant les années 1930. Louisiana Repertory Jazz Ensemble a effectué des tournées aux États-Unis, en France et en URSS. Leurs concerts ont par ailleurs été diffusés sur des chaînes de télévision d'Italie, du Japon et de Suède.

## Publications
Eurasie et relations internationales
- Russian and Soviet studies in the United States: A review, 1972
- Decentralization and Self-Government in Russia, 1972
- Studies On the Interior of Russia, 1975
- Hardliners and softliners : more heat than light: Themes and sub-themes in the SALT II debate, 1979
- Against Two Evils, 1981
- Russia's American Colony, 1987
- Gorbachev's Russia And American Foreign Policy, 1988
- The USSR's Emerging Multiparty System, 1990
- Prospects for stable democracy in Russia, 1992
- Year one of capitalism in Russia, 1993
- The Legacy of History in Russia and the New States of Eurasia, 1994
- The International Politics of Eurasia: The Influence of History v. 1, 1994
- The New Silk Roads: Transport and Trade in Greater Central Asia, 1997
- Civil Society in Central Asia, 1999
- Xinjiang: China's Muslim Borderland, 2004
- Scholars' Guide to Washington, D.C. for Central Asian and Caucasus Studies: Armenia, Azerbaijan, Georgia, Kazakhstan, Kyrgyzstan, Tajikistan, Turkmenistan, Uzbekistan, 2004
- The August 2007 Bombing Incident in Georgia: Implications for the Euro-Atlantic Region, 2007
- The Guns of August 2008: Russian's War in Georgia, 2009

Nouvelle-Orléans et jazz
- Red and Hot: The Fate of Jazz in the Soviet Union 1917-1980, 1983
- New Orleans Unmasqued, 1985
- Oberlin Book of Bandstands, 1987
- Southern Comfort: The Garden District of New Orleans, 1800-1900, 1989
- Bamboula!: The Life and Times of Louis Moreau Gottschalk, 1995
- Daniel Urban Kiley: The Early Gardens Landscape Views 2, 1999
- Louis Moreau Gottschalk, 2000
- Inventing New Orleans: Writings of Lafcadio Hearn, 2001
- Red and Hot: The Fate of Jazz in the Soviet Union 1917-1991, 2004
- Southern Comfort: The Garden District Of New Orleans, 2005
- Notes of a Pianist, 2006
- New Orleans Cuisine: Fourteen Signature Dishes and Their Histories, 2009

Autres
- Russian Avant-Garde 1908-1922, 1971
- Melnikov: Solo Architect In a Mass Society, 1978
- Foreign languages in the American school, 1979
- Russian Avant-Garde Art: The George Costakis Collection, 1990
- Teapot Dome, 1993